# Acanthocyclops miurai
Acanthocyclops miurai – gatunek widłonoga z rodziny Cyclopidae. Nazwa naukowa gatunku została po raz pierwszy opublikowana w 1957 roku przez japońskiego biologa Takashiego Ito.